# Dornier Do 17
Die Dornier Do 17 war ein zweimotoriges Kampfflugzeug des deutschen Herstellers Dornier. Das Muster war zunächst als zweimotoriges Schnellverkehrsflugzeug konzipiert und wurde im Zweiten Weltkrieg von der Luftwaffe als Bomber und Aufklärer eingesetzt. Später fanden die Maschinen auch als Schleppflugzeug für Lastensegler Verwendung.
Die Entwicklung des Schulterdeckers mit doppeltem Seitenleitwerk und einziehbarem Spornradfahrwerk geht auf eine Ausschreibung des Heereswaffenamtes von 1932 zurück. Der schlanke Rumpf trug ihr den Namen „Fliegender Bleistift“ ein.

## Geschichte

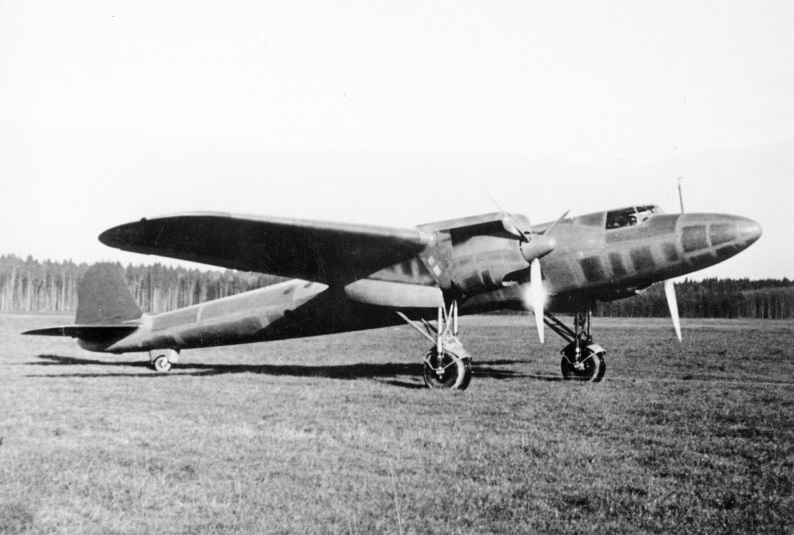
Der noch mit einem Normalleitwerk ausgerüstete erste Prototyp Do 17 C (V1)

Im Jahr 1932 begann Dornier auf Anregung des Reichsverkehrsministerium, das im Auftrag des im Hintergrund agierenden Heereswaffenamtes und der Reichswehr handelte, mit der Entwicklung eines offiziell als „Schnellpostflugzeug“ titulierten Flugzeugentwurfs. Das Projekt sah aber bereits am Anfang neben einer Verwendung als Schnellverkehrsflugzeug die Schaffung eines mittleren Bombenflugzeugs vor. Die Bezeichnung Schnellpostflugzeug resultierte aus der gebotenen Geheimhaltung, die nötig war, um unter Umgehung des Versailler Vertrages in Deutschland Militärflugzeuge entwickeln zu können und findet sich auch ähnlich bei anderen bereits in der Weimarer Republik angestoßenen Bomberentwürfen wie der He 111, der Ju 86 oder der Ju 89. Diese Vorarbeit kam dem NS-Regime zugute, das bald nach der Machtübernahme 1933 mit der Aufrüstung der Wehrmacht begann. Die zunächst unter der Bezeichnung Do 15 angebotene Do Y wurde, weil veraltet, abgelehnt. Das Konzept des daraufhin völlig neu ausgearbeiteten Typs Do 17 wurde am 17. März 1933 vorgelegt und vom neu geschaffenen Reichsluftfahrtministerium (RLM) angenommen, das am 24. Mai 1933 einen Auftrag über zwei Prototypen erteilte, von denen die Do 17 A (später Do 17 V2) als Verkehrsflugzeug, die Do 17 C (Do 17 V1) aber bereits als Bomber unter der Tarnbezeichnung „Lastenflugzeug (mit Sonderausrüstung)“ ausgeführt war und deren Bau oberste Priorität besaß. Der Erstflug am 23. November 1934 wurde denn auch von Dornier-Chefpilot Egon Fath mit der Bombervariante absolviert.

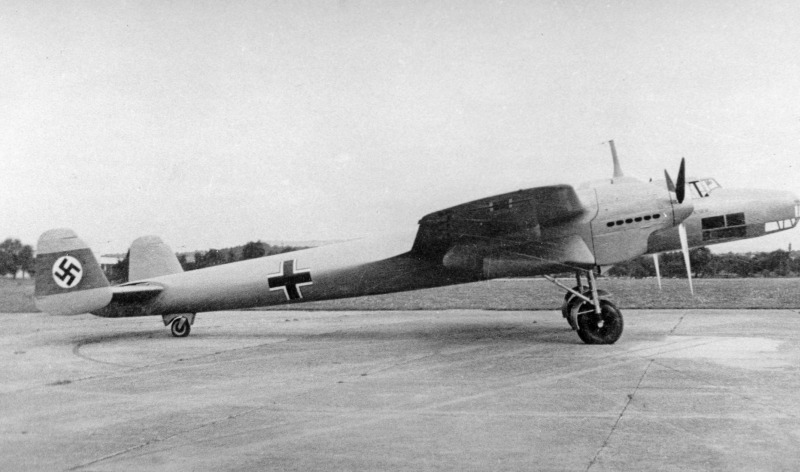
Do 17 MV1

Flugtests ergaben die Brauchbarkeit der Maschine für den militärischen Einsatz. Von vornherein waren sowohl flüssigkeitsgekühlte V-Motoren als auch luftgekühlte Sternmotoren als Antrieb vorgesehen.
Die Do 17 MV1 – ein für den Hochgeschwindigkeitsflug ausgelegter Prototyp – gewann beim IV. Internationalen Flugmeeting vom 23. Juli bis zum 1. August 1937 auf dem Militärflugplatz Dübendorf bei Zürich den Alpenrundflug für mehrsitzige Militärflugzeuge und so internationale Aufmerksamkeit. Die Einsätze von 32 Do 17 im Spanischen Bürgerkrieg (Spitzname „Bacalao“; „Stockfisch“) bei der Legion Condor in der Versuchsbomberstaffel 88 sowie der Aufklärungsstaffel 88 erbrachten zahlreiche neue Erkenntnisse.
Die Do 17 wurde in mehreren Varianten von August 1936 bis Oktober 1940 produziert. Die ersten beiden Serienversionen E (Bomber) und F (Aufklärer) wurden von Zwölfzylinder-V-Motoren des Typs BMW VI 7,3 angetrieben, während spätere Ausführungen mit den leistungsstärkeren Neunzylinder-Sternmotoren Bramo 323 „Fafnir“ ausgerüstet waren, die wegen ihrer Luftkühlung auch unempfindlicher gegen Beschuss waren. Von diesen war die Do 17M eine Bomber-, die Do 17P eine Aufklärer-Variante. In nur 15 Stück wurde eine weitere Aufklärer-Variante, die Do 17U hergestellt, sie hatte zwei Motoren des Typs Daimler-Benz DB 600.

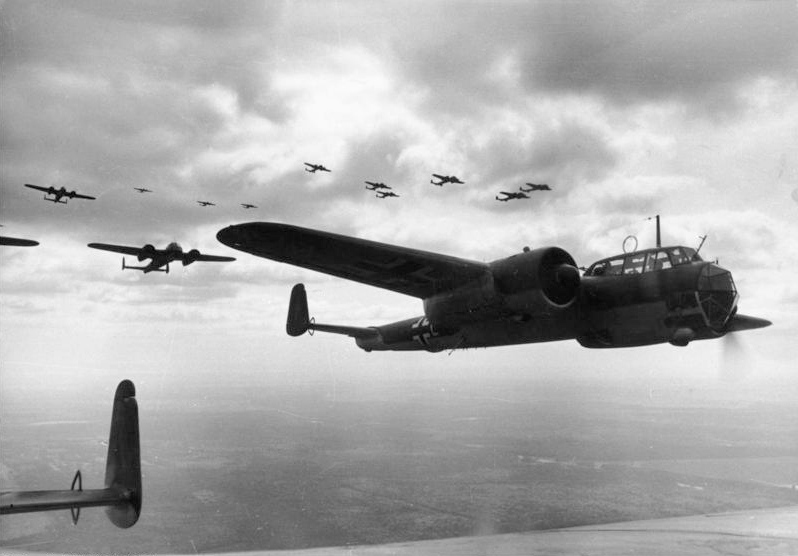
Do 17 Z-1 1940 während des Frankreichfeldzuges

Die ab 1939 produzierte Do 17Z mit Bramo 323 war die leistungsfähigste und mit einer Stückzahl von mindestens 535 Maschinen auch am häufigsten gebaute Version. Als letzte Do-17-Variante wurde von Dezember 1939 bis Januar 1941 die Dornier Do 215 in 101 Exemplaren produziert, die im Prinzip eine modifizierte Do 17Z mit flüssigkeitsgekühlten V12-Motoren des Typs DB 601 war.
In der Luftschlacht um England gingen viele Maschinen verloren, und ab Ende 1940 wurde in den Bombereinheiten die Do 17 zunehmend durch neuere Muster mit höherer Bombenzuladung und Reichweite wie die Ju 88 und die He 111 ersetzt. Die verbliebenen einsatzfähigen Flugzeuge wurden zum Teil in Aufklärungsflugzeuge (Z-3), Schulflugzeuge (Z-4), Wettererkunder (Z-5) und Nachtjäger (Z-7, Z-10, maximal neun Stück) umgerüstet oder an verbündete Staaten (Bulgarien, Finnland, Rumänien) abgegeben.
Einige Do 17 gingen auch in den Export: 33 an Jugoslawien (1937/38), zehn an Bulgarien (1940), eine an Kroatien (1942), zehn an Rumänien (1942) und zwei an die Türkei (1942). Jugoslawien bestellte 1937 siebzig Do 17K, von denen ein Großteil in Lizenz gefertigt werden sollte. Von diesem Los baute Dornier 20 Stück (andere Quellen sprechen von 36); DFA in Kraljevo lieferte bis zum Beginn der Kampfhandlungen zwischen dem Deutschen Reich und Jugoslawien (Balkanfeldzug (ab 6. April 1941)) mindestens 30 weitere Maschinen (die Erfahrungen mit der Do 17 führten später zum jugoslawischen Projekt Zmaj R-1).
Die Erfahrungen mit der Do 17 flossen bei Dornier in die Entwicklung des schweren zweimotorigen Bombers Do 217 ein. Obwohl diese der Do 17 im Aussehen ähnelte, war sie eine Neuentwicklung.
Produktion der Do 17 für die Luftwaffe:
| Version | Dornier | HFW (Henschel) | HFB (Blohm & Voss) | Siebel | Summe |
| ------- | ------- | -------------- | ------------------ | ------ | ----- |
| E       | 268     | 131            |                    |        | 399   |
| F       | 98      |                | 29                 | 51     | 178   |
| M       | 200     |                |                    |        | 200   |
| P       | 8       | 100            | 149                | 73     | 330   |
| U       | 15      |                |                    |        | 15    |
| Z-1     | 45      | 65             | 1                  | 2      | 113   |
| Z-2     | 74      | 205            | 26                 | 77     | 382   |
| Z-3     | 251     | 50             | 47                 | 20     | 368   |
| Summe   | 959     | 551            | 252                | 223    | 1.985 |

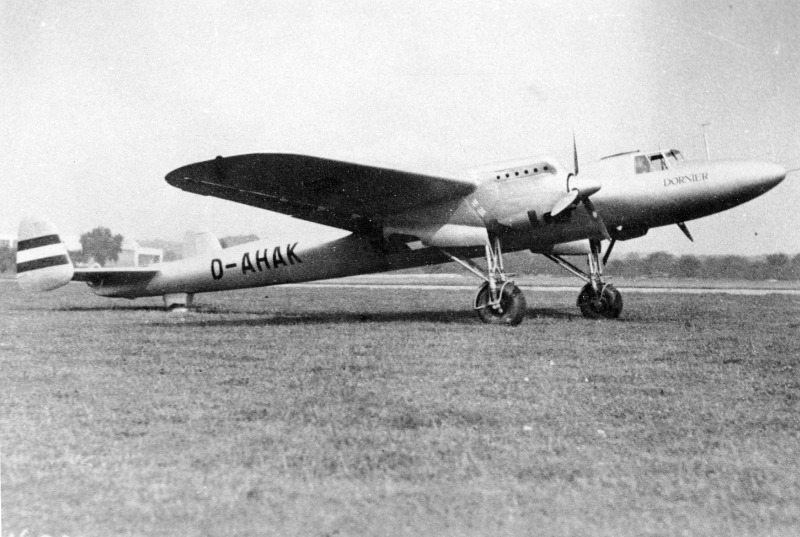
Zweiter Prototyp Do 17 A (V2)
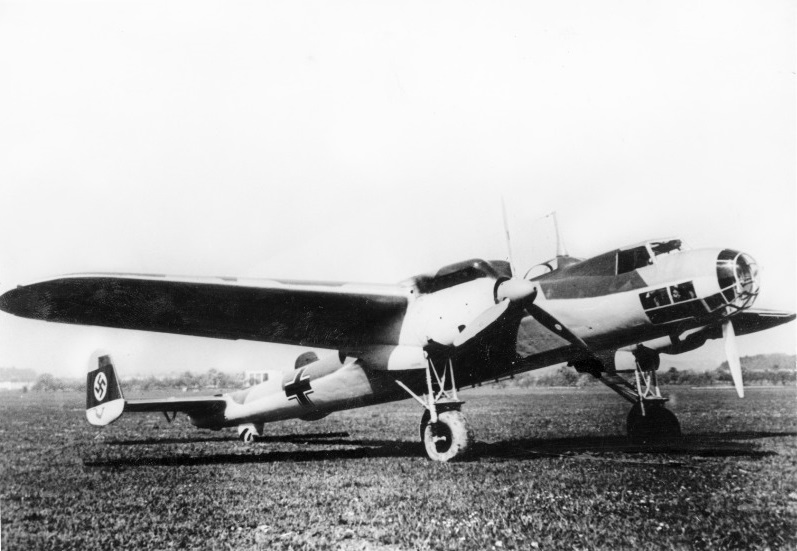
Do 17 V8 (F-1)
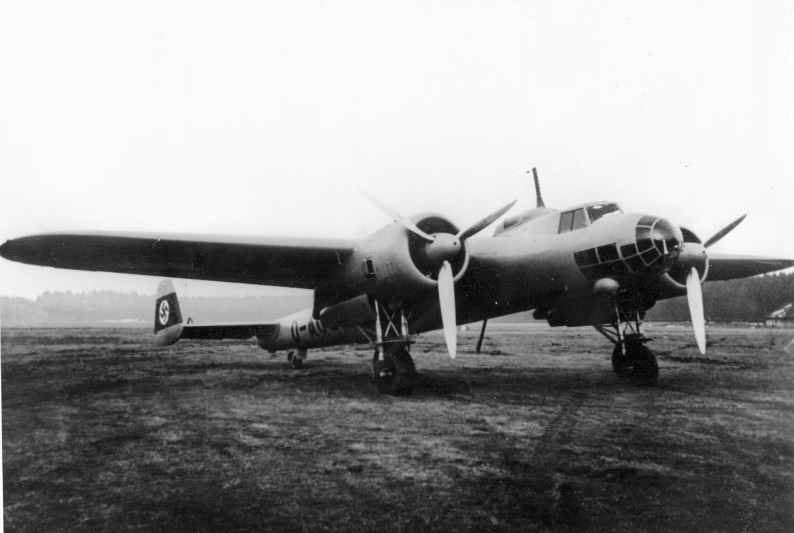
Do 17 MV2
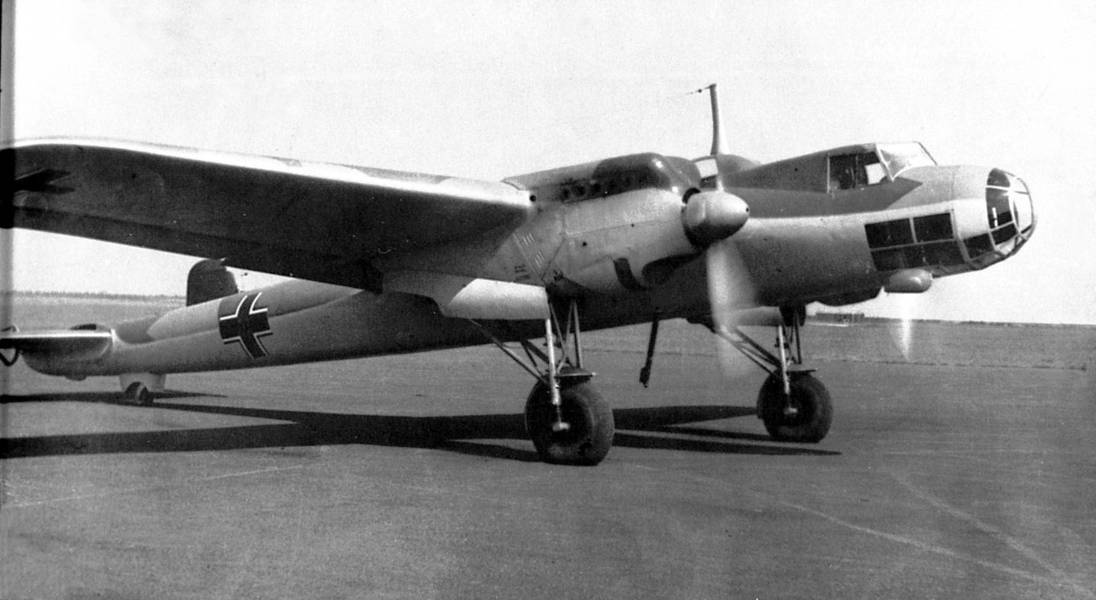
Do 17 E-1
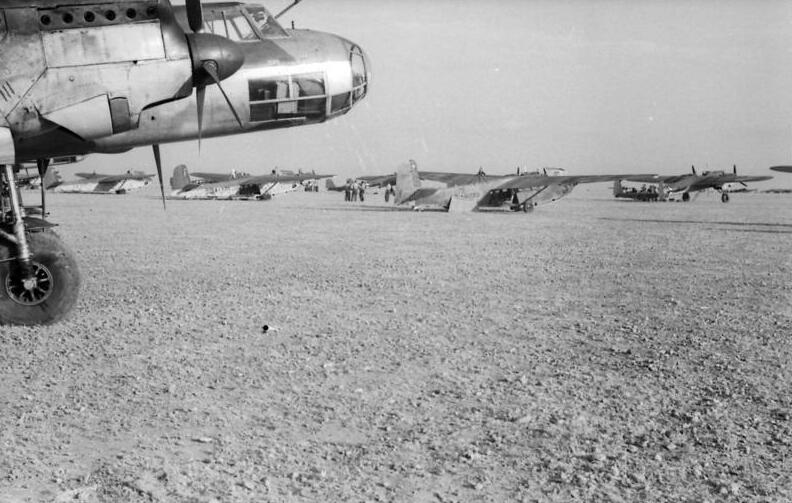
Do 17 E als Schleppflugzeug für DFS-230-Lastensegler des Luftlandegeschwaders 1, 1943
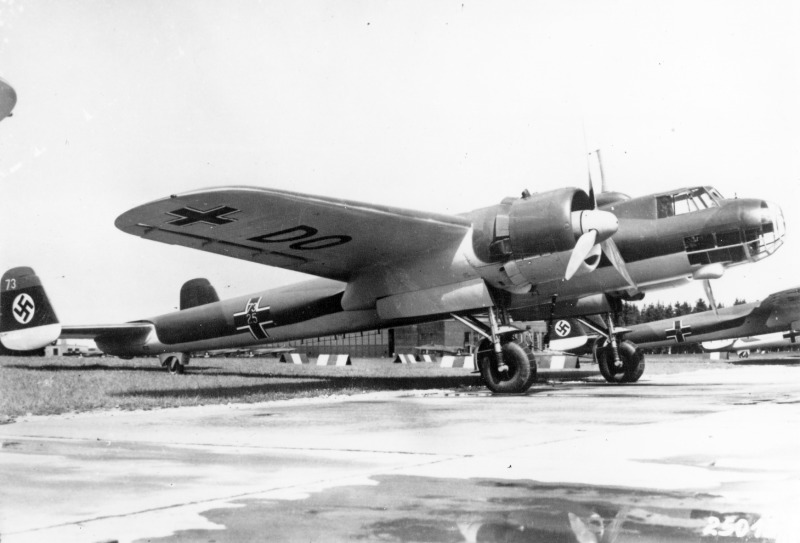
Do 17 M
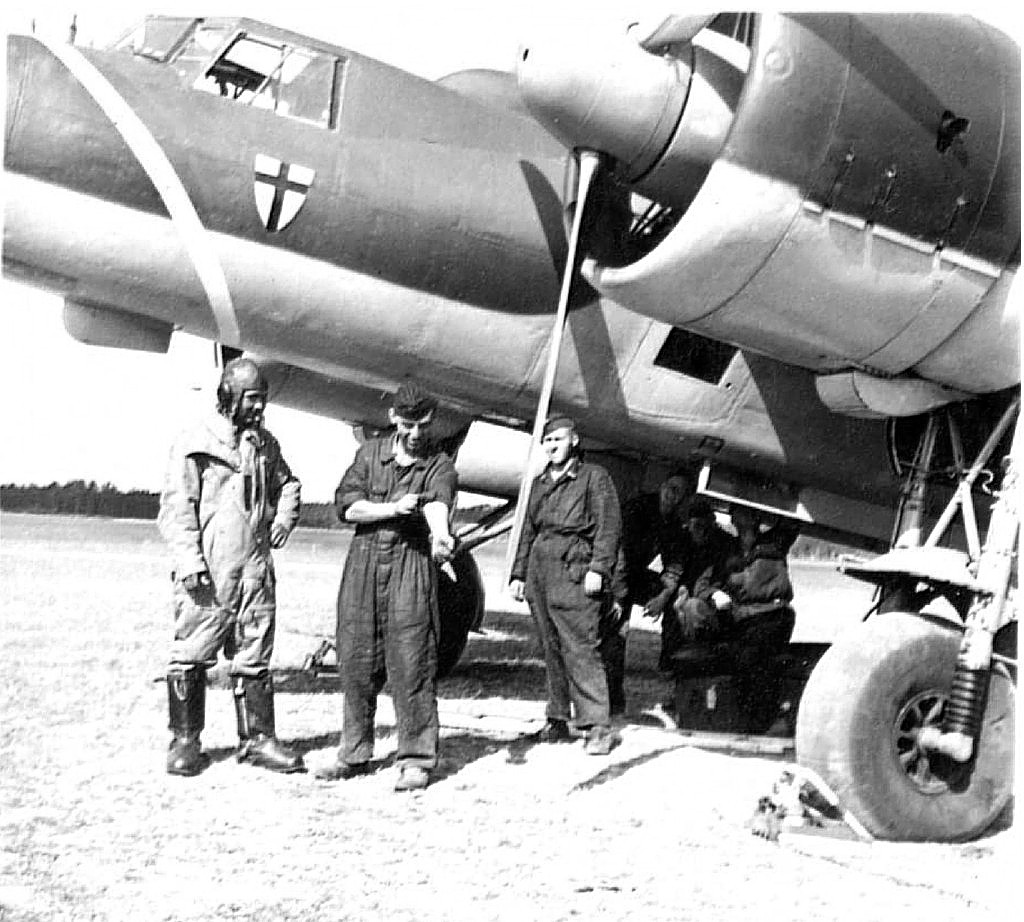
Do 17 M-1 der 2./KG 2, in Liegnitz oder Gerdauen, 1939
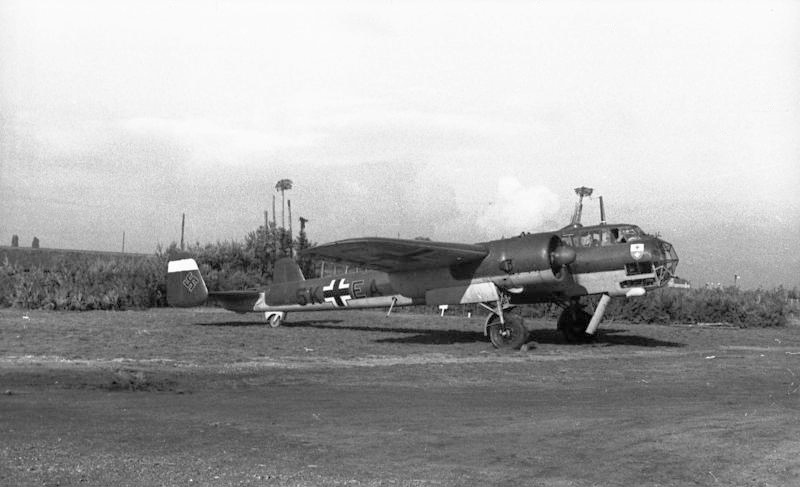
Eine Do 17 Z des Stab/KG 3, 1940

## Technische Daten

Dreiseitenriss der Do 17 Z-2

| Kenngröße             | Daten (Do 17 Z-2)                                                                                               |
| --------------------- | --- |
| Besatzung             | 4 |
| Länge                 | 15,80 m |
| Spannweite            | 18,00 m |
| Höhe                  | 4,60 m |
| Flügelfläche          | 55 m² |
| Flügelstreckung       | 5,9 |
| max. Startmasse       | 8500 kg (8850 bis 9000 kg bei Überlast)                                                                         |
| Antrieb               | 2 Sternmotoren Bramo 323 P mit je 1.000 PS (735 kW)                                                             |
| Höchstgeschwindigkeit | 410 km/h in 4000 m Höhe (bei 8000 kg)                                                                           |
| Dienstgipfelhöhe      | 8200 m (bei 8000 kg)                                                                                            |
| Reichweite            | 1160 km mit 500 kg Bombenlast, etwa 660 km bei 1000 kg Bombenlast                                               |
| Bewaffnung            | je ein oder zwei 7,92-mm-MG, schwenkbar in Seiten-, Bug-, Rücken- und Bauchstationen; 1000 kg Bombenlast intern |

## Erhaltene Maschinen in Museen
Es gibt in keinem Museum ein vollständig erhaltenes Exemplar, lediglich Teile einzelner Flugzeuge werden ausgestellt. Im Sommer 2007 fand man im niederländischen Teil des Wattenmeers ein gut erhaltenes Wrack einer Dornier Do 215 B-5 (einer Variante der Do 17 Z).
2008 entdeckte man im Schlick des Ärmelkanals bei den Goodwin-Sandbänken die ebenfalls gut erhaltenen Überreste einer Do 17 Z-2. Die Maschine mit der Geschwaderkennung 5K+AR (7. Staffel, III. Gruppe Kampfgeschwader 3, Werknummer 1160) hatte am 26. August 1940 vom Flugplatz St. Trond aus zusammen mit Flugzeugen des Kampfgeschwaders 2 an einem Angriff auf die RAF-Flugplätze bei Debden (District Uttlesford) und Hornchurch bei London teilgenommen, verlor jedoch bereits beim Anflug über den Wolken die Orientierung und wurde von der Formation getrennt. Kurz darauf wurde sie von einigen Boulton-Paul-Defiant-Jagdflugzeugen der RAF-Squadron 264 angegriffen. Cockpit und beide Motoren wurden dabei getroffen, wovon einer ausfiel und einer beschädigt wurde. Der verwundete Pilot Willi Effmert entschied sich zu einer Notwasserung auf den Sandbänken und warf zuvor noch seine 740 kg schwere Bombenlast ab. Die Maschine setzte um 13:40 Uhr mit eingefahrenem Fahrwerk auf einer Sandbank auf und überschlug sich dabei. Pilot und Beobachter konnten sich retten und überlebten als Kriegsgefangene, während Funker und Bombenschütze getötet wurden. Ihre Leichen wurden später in England und Holland an Land gespült und jeweils dort beigesetzt. Im Juni 2013 wurde das Wrack geborgen und anschließend in das Royal Air Force Museum in Cosford gebracht. Dort soll es nach Angabe des Museums zwei bis drei Jahre lang zunächst in einem neuartigen, speziell für dieses Flugzeug entwickelten Verfahren zur Erhaltung behandelt werden. Seit Oktober 2013 wird parallel zur Konservierung im Museum in Cosford eine Ausstellung gezeigt, welche die Bergung des Wracks sowie die Geschichte des Flugzeugs zeigt. Eine vom belarussischen Computerspieleentwickler wargaming.net mit 75.000 £ gesponserte „Interpretation Zone“ im RAF-Museum in London gewährt mit Techniken der erweiterten Realität weiteren Besuchern Zugang zu diesem historischen Fund.